# Ejecución de Nguyễn Văn Lém

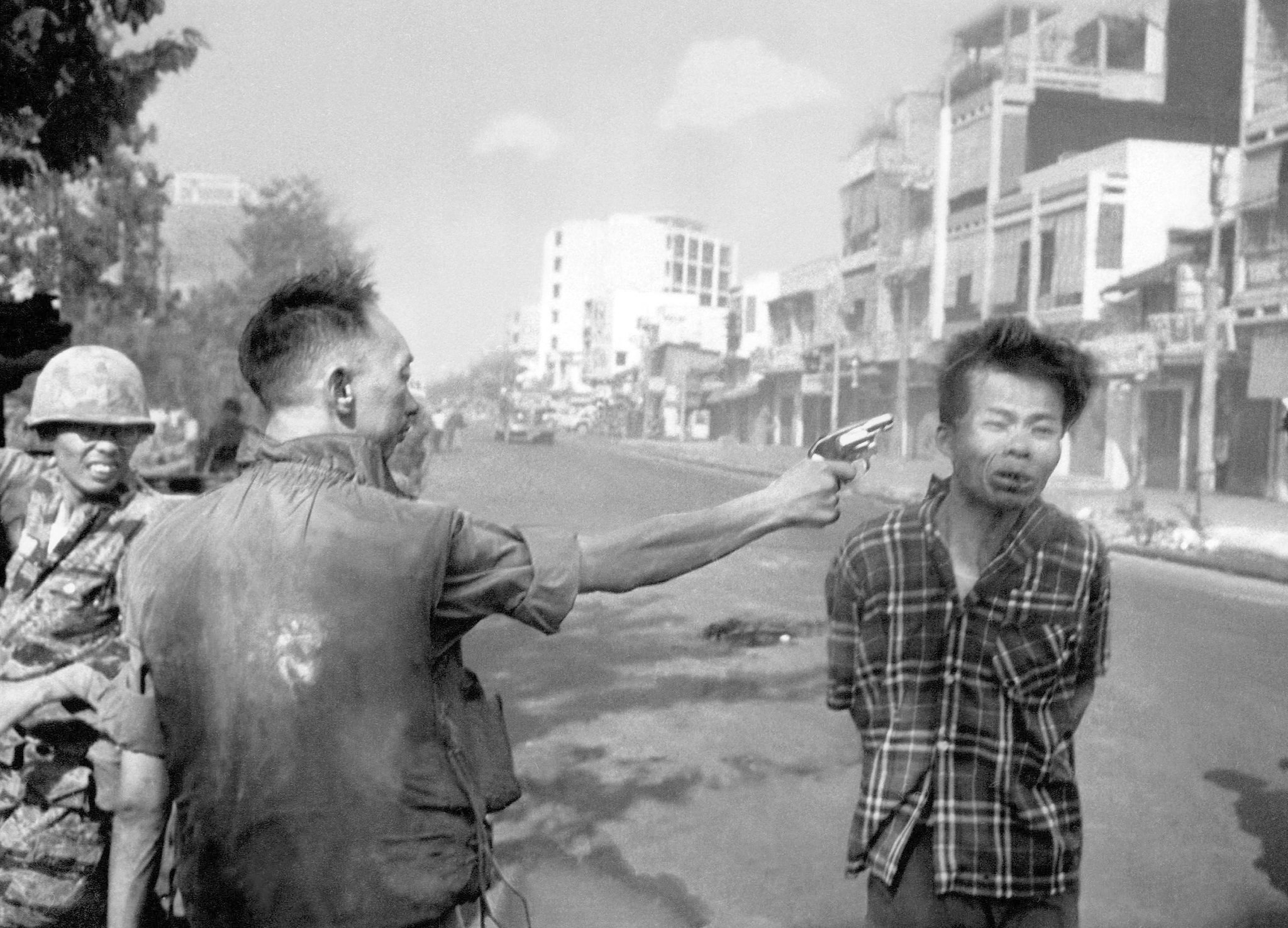
La fotografía de Eddie Adams Saigon Execution que muestra el momento en que Nguyễn Ngọc Loan dispara a Nguyễn Văn Lém.

Nguyễn Văn Lém (pronunciación en vietnamita: /ŋʷǐənˀ vān lɛ̌m/; 1931/1932-Saigón, 1 de febrero de 1968), a menudo denominado Bảy Lốp, fue un oficial del Viet Cong con rango de capitán. Fue ejecutado sumariamente en Saigón por el general Nguyễn Ngọc Loan de la República de Vietnam durante la ofensiva del Tet en la guerra de Vietnam. Una fotografía de la ejecución ganó el Premio Pulitzer de Fotografía de Noticias de Última Hora 1969 y ayudó a galvanizar el movimiento contra la guerra en los Estados Unidos.

## Ejecución
Nguyễn Văn Lém era capitán del Viet Cong y era conocido con el nombre en clave Bảy Lốp. Su esposa, Nguyễn Thị Lốp, explicó que su nombre en clave consistía en «Bảy» para el séptimo hijo, y «Lốp» de su propio nombre, que significa «neumático» en vietnamita.
Lém fue capturado por tropas de Vietnam del Sur mientras vestía ropa de civil cerca de la Pagoda Ấn Quang de Saigón el 1 de febrero de 1968, en medio de la ofensiva del Tet, un ataque sorpresa masivo por parte del Viet Cong y las fuerzas de Vietnam del Norte. Fue llevado ante el general de brigada Nguyễn Ngọc Loan, jefe de la Policía Nacional de la República de Vietnam, en el 252 de la calle Ngô Gia Tự, distrito 10, cerca de la actual pagoda Trấn Quốc. Lém, de 36 años, fue acusado de asesinar al teniente coronel de Vietnam del Sur Nguyễn Tuân, su esposa, sus seis hijos y su madre de 80 años. Al parecer fue capturado cerca de una fosa común de aproximadamente treinta civiles.
Loan ejecutó sumariamente a Lém en la calle, usando su revólver .38 Special Smith & Wesson Bodyguard para dispararle al prisionero maniatado en la cabeza. El evento fue presenciado y grabado por Võ Sửu, camarógrafo de NBC News, y Eddie Adams, fotógrafo de Associated Press. La fotografía y la película se convirtieron en imágenes famosas en el periodismo estadounidense contemporáneo y le valieron a Adams el Premio Pulitzer de 1969 de fotografía de noticias puntuales.
Se informó que Loan dijo después: «Si dudas, si no cumples con tu deber, los hombres no te seguirán». En 2018, el autor Max Hastings detalló las acusaciones contra Lém y agregó que el historiador estadounidense Edwin Moise «está convencido de que toda la historia de Lém asesinando a la familia Tuân es una invención hecha en la posguerra». Hastings concluyó que «nunca se sabrá la verdad».
En las entrevistas que justificaron el asesinato inmediatamente después del evento, Loan no se refirió a la presunta atrocidad ni a Tuân, sino que dijo que disparó a Lém porque estaba enojado por no llevar uniforme (diciendo que estando de civil le sería más fácil matar a civiles y después pasar desapercibido) y por matar a un policía durante la captura.

## Fotografía

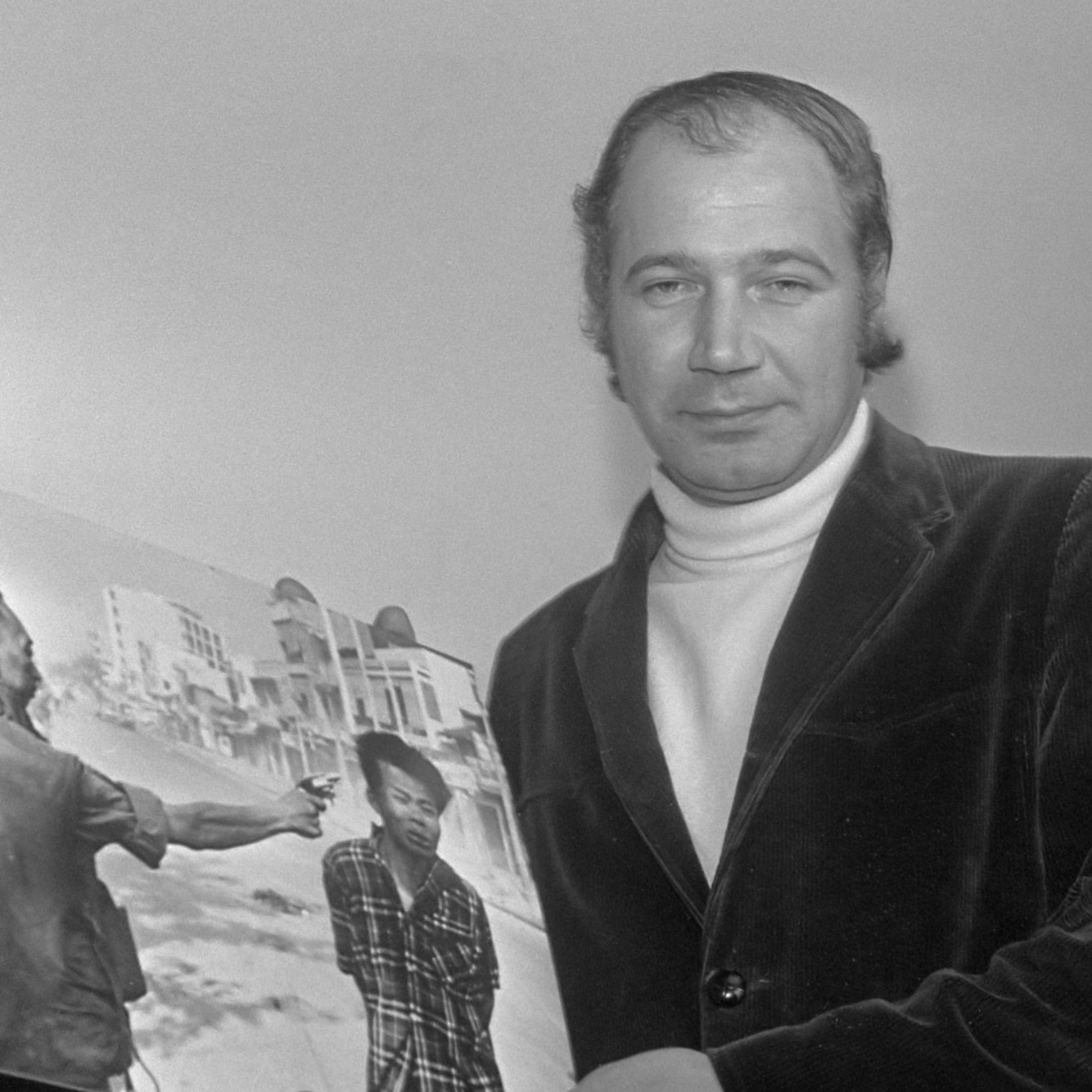
Eddie Adams con su foto en 1969.

El fotógrafo de Associated Press Eddie Adams y el camarógrafo de televisión de NBC News Võ Sửu presenciaron el evento. Adams recordó más tarde que creía que Loan iba a «amenazar o aterrorizar» a Lém y sacó su cámara para grabar el evento. La fotografía que capturó posteriormente mostró el momento en que la bala salió de la cabeza de Lém.
La fotografía y la película se difundieron en todo el mundo, galvanizando el movimiento contra la guerra en los Estados Unidos. La fotografía de Adams del evento, titulada Saigon Execution («Ejecución de Saigón»), se convirtió en una de las imágenes más famosas e influyentes de la guerra, lo que le valió el Premio Pulitzer de fotografía de noticias puntuales en 1969.
La foto también atormentó a Adams: «Recibía dinero por mostrar a un hombre matando a otro. Se destruyeron dos vidas y me pagaban por ello. Yo era un héroe». Explicó esto en un escrito posterior: «Dos personas murieron en esa fotografía. El general mató al Viet Cong; yo maté al general con mi cámara». Adams declaró más tarde que lamentaba no haber podido obtener una fotografía «de ese Viet Cong [Lém] arrasando con la familia [Tuân]».
Ben Wright, director asociado de comunicaciones del Centro Dolph Briscoe para la Historia Estadounidense, dijo sobre la fotografía: «Hay algo en la naturaleza de una imagen fija que afecta profundamente al espectador y permanece con él. Las imágenes cinematográficas del tiroteo, aunque espantosas, no evoca los mismos sentimientos de urgencia y cruda tragedia».

## Secuelas
La esposa de Lém, Lốp, se enteró de la muerte de su marido cuando le entregaron un periódico con la foto en la portada.
En 1975, Nguyễn Ngọc Loan huyó de Vietnam del Sur durante la caída de Saigón y finalmente emigró a los Estados Unidos. La presión del Congreso de los Estados Unidos dio lugar a una investigación de la Biblioteca del Congreso, que concluyó que la ejecución sumaria de Lém era ilegal según la ley de Vietnam del Sur. En 1978, el Servicio de Inmigración y Naturalización (INS) sostuvo que Loan había cometido un crimen de guerra. Intentaron deportarlo, pero el presidente Jimmy Carter intervino personalmente para detener el proceso, afirmando que «tal revisionismo histórico era una locura». Loan murió el 14 de julio de 1998, en Burke, Virginia, a la edad de 67 años.
El único superviviente del presunto asesinato de la familia de Tuân por parte de Lém fue Huan Nguyen; tenía nueve años en ese momento, recibió tres disparos durante el ataque que mató a su familia y permaneció con su madre durante dos horas mientras ella se desangró hasta morir. En 2019, se convirtió en el oficial vietnamita-estadounidense de mayor rango en el ejército estadounidense cuando fue ascendido al rango de contraalmirante en la Armada de los Estados Unidos.
En 2012, Douglas Sloan hizo un cortometraje, Saigon '68, sobre la fotografía de Adams. Esta película detalla la influencia que tuvo en las vidas de Adams y Loan, y en la opinión pública de la Guerra de Vietnam.